# Jamie Raskin
Jamie Raskin, urodzony Jamin B. Raskin (ur. 13 grudnia 1962 w Waszyngtonie) – amerykański prawnik, profesor prawa i polityk. Wykładał na American University w Waszyngtonie. Był senatorem stanowym Marylandu. Od 2017 jest przedstawicielem ósmego okręgu wyborczego w stanie Maryland w Izbie Reprezentantów Stanów Zjednoczonych.
Studiował w Harvard College (studia zakończył w 1983 z wyróżnieniem), a później w Harvard Law School. Był redaktorem Harvard Law Review. Jako prawnik reprezentował takie organizacje jak Greenpeace i związek zawodowy Service Employees International Union. 
1 marca 2006 Raskin wystąpił w senacie stanu Maryland jako ekspert prawa konstytucyjnego w czasie debaty na temat małżeństw osób tej samej płci. Senator Nancy Jacobs zapytała go wówczas "Panie Raskin, według mojej Biblii małżeństwo to związek pomiędzy kobietą a mężczyzną – co pan na to odpowie?", co Raskin skomentował słowami "Pani Senator, gdy była pani zaprzysiężona na senatora, położyła pani rękę na Biblii i przysięgła chronić konstytucji, a nie kładła pani ręki na konstytucji aby przysięgać chronić Biblię".